# Synemosyna smithi
Synemosyna smithi är en spindelart som beskrevs av Peckham, Peckham 1893. Synemosyna smithi ingår i släktet Synemosyna och familjen hoppspindlar. Inga underarter finns listade i Catalogue of Life.